# Zdzisław Furmanek (poseł)
Zdzisław Furmanek (ur. 10 października 1922 w Lublinie, zm. 10 stycznia 2016 w Bydgoszczy) – polski handlowiec, poseł na Sejm PRL III kadencji.

## Życiorys
Syn Józefa i Anny. Uzyskał wykształcenie średnie, z zawodu był handlowcem. Objął funkcję przewodniczącego Wojewódzkiej Komisji Związków Zawodowych w Bydgoszczy. Wstąpił do Polskiej Zjednoczonej Partii Robotniczej, z jej ramienia w 1961 został posłem na Sejm PRL z okręgu Bydgoszcz, w trakcie kadencji zasiadał w Komisji Handlu Wewnętrznego.
Został pochowany na cmentarzu ewangelicko-augsburskim w Bydgoszczy.